# Barbara Elisabeth van Houten
Barbara Elisabeth van Houten (Groningen, 8 april 1862 – 's-Gravenhage, 27 mei 1950) was een Nederlands kunstschilderes.

## Biografie
Van Houten was een lid van de Nederland's Patriciaatsfamilie Van Houten en een dochter van minister mr. Samuel van Houten (1837-1930) en diens eerste vrouw Elisabeth van Konijnenburg (1839-1872), lid van de familie Van Konijnenburg. Zowel in de familie van vaders- als van moederszijde komen verschillende kunstenaars voor. Adviezen kreeg zij onder anderen van haar oom en tante Hendrik Willem Mesdag en Sientje van Houten; van haar ooms atelier tekende zij het interieur. Van 1930 tot aan haar dood woonde en werkte zij boven de zalen van Panorama Mesdag.
Zij volgde onder andere opleidingen aan de École du Louvre te Parijs, de Koninklijke Academie van Beeldende Kunsten te Den Haag en de Rijksakademie van beeldende kunsten (Amsterdam) waar zij les krijgt van onder anderen August Allebé. Ze legde zich toe op stillevens, maar schilderde ook portretten, onder andere van haar vader, en een zelfportret. Voorts was ze lid van de Nederlandsche Etsclub en werkte ze mee aan verschillende door de club uitgegeven portefeuilles en de daaraan gewijde tentoonstellingen.
Adya van Rees-Dutilh was een leerling van haar.

## Enkele werken

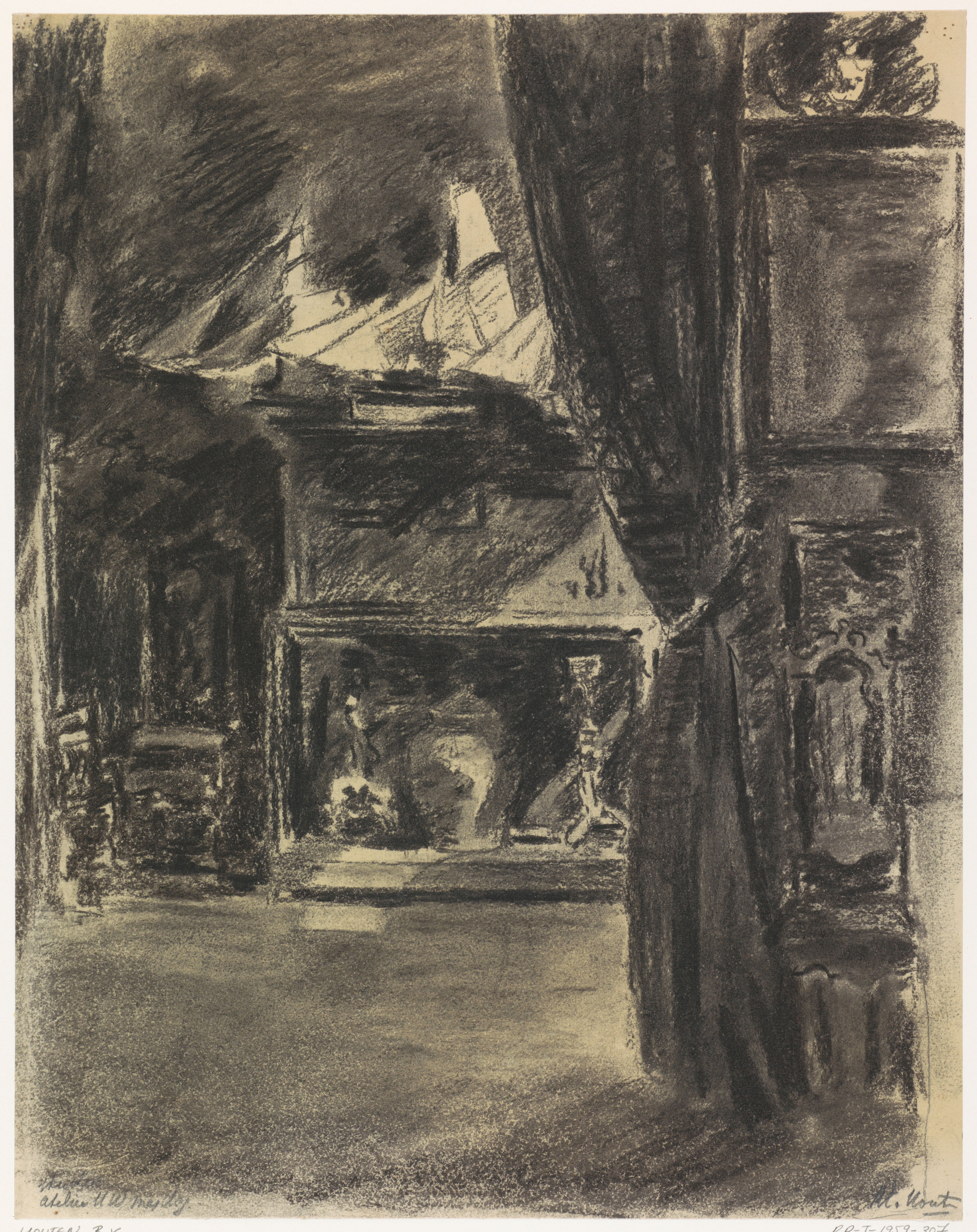
Het atelier van H.W. Mesdag, met twee modellen van zeilschepen, krijttekening
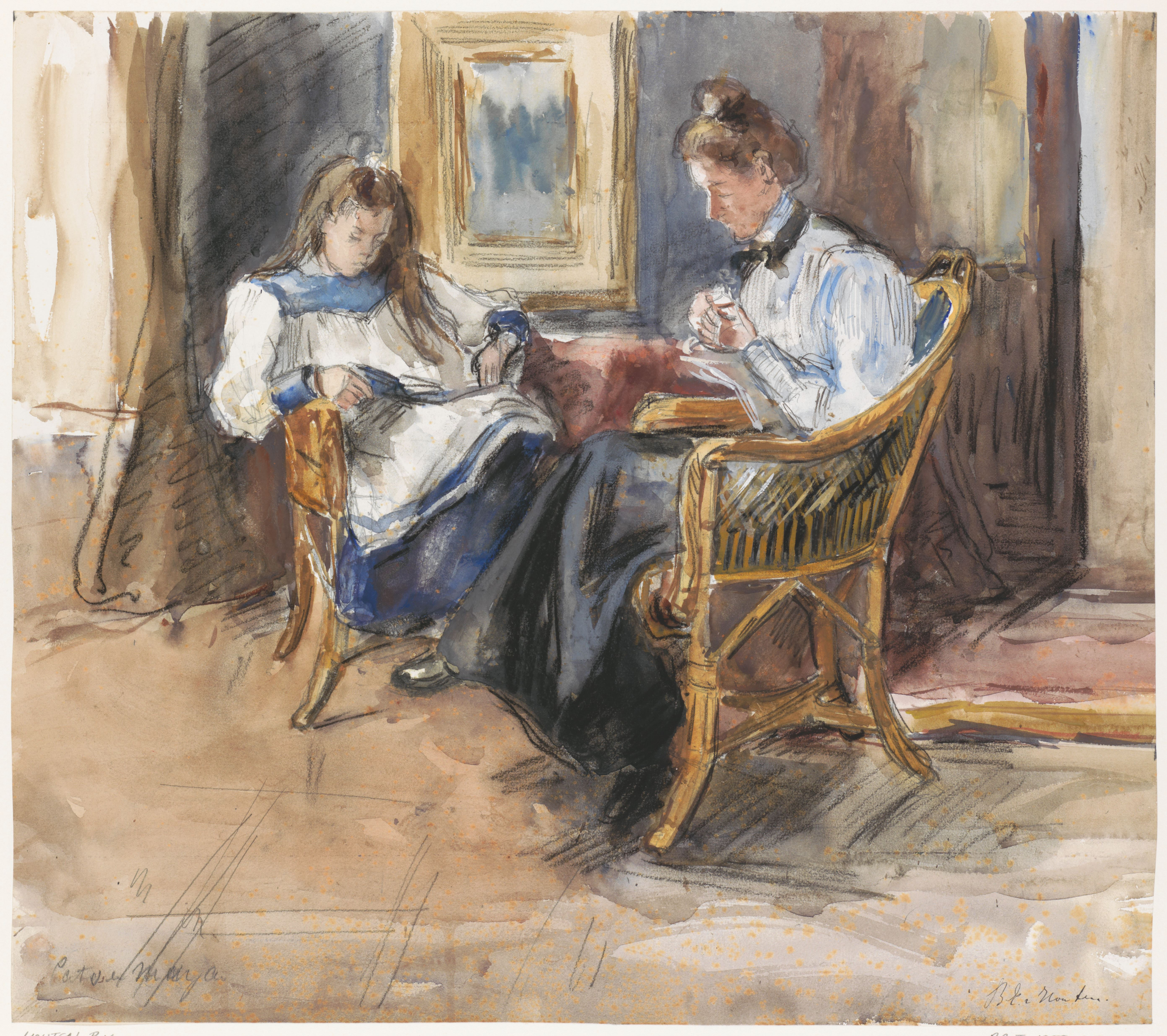
Handwerkende dame en lezend meisje in rieten stoelen gezeten, waterverf
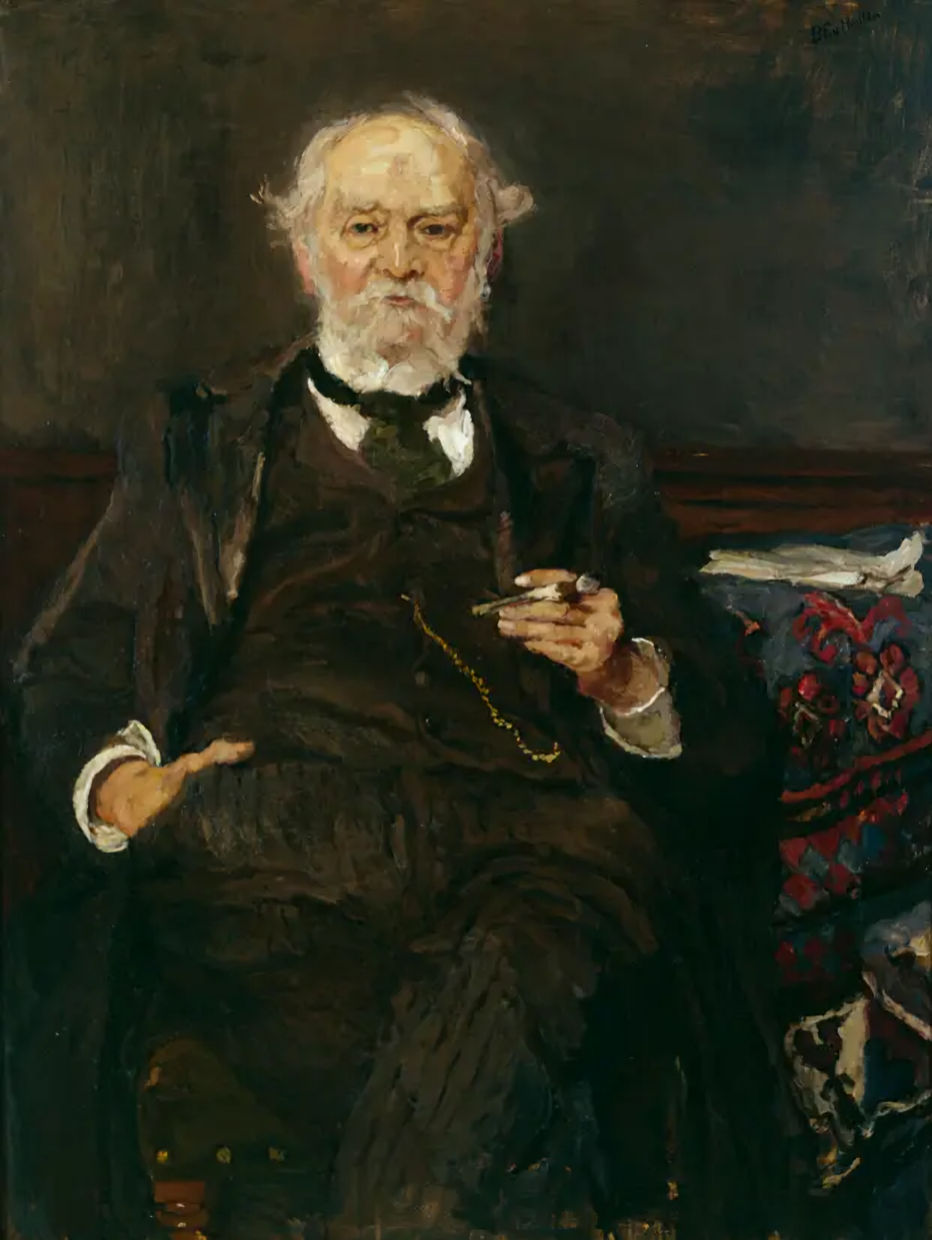
Portret van vader Samuel van Houten
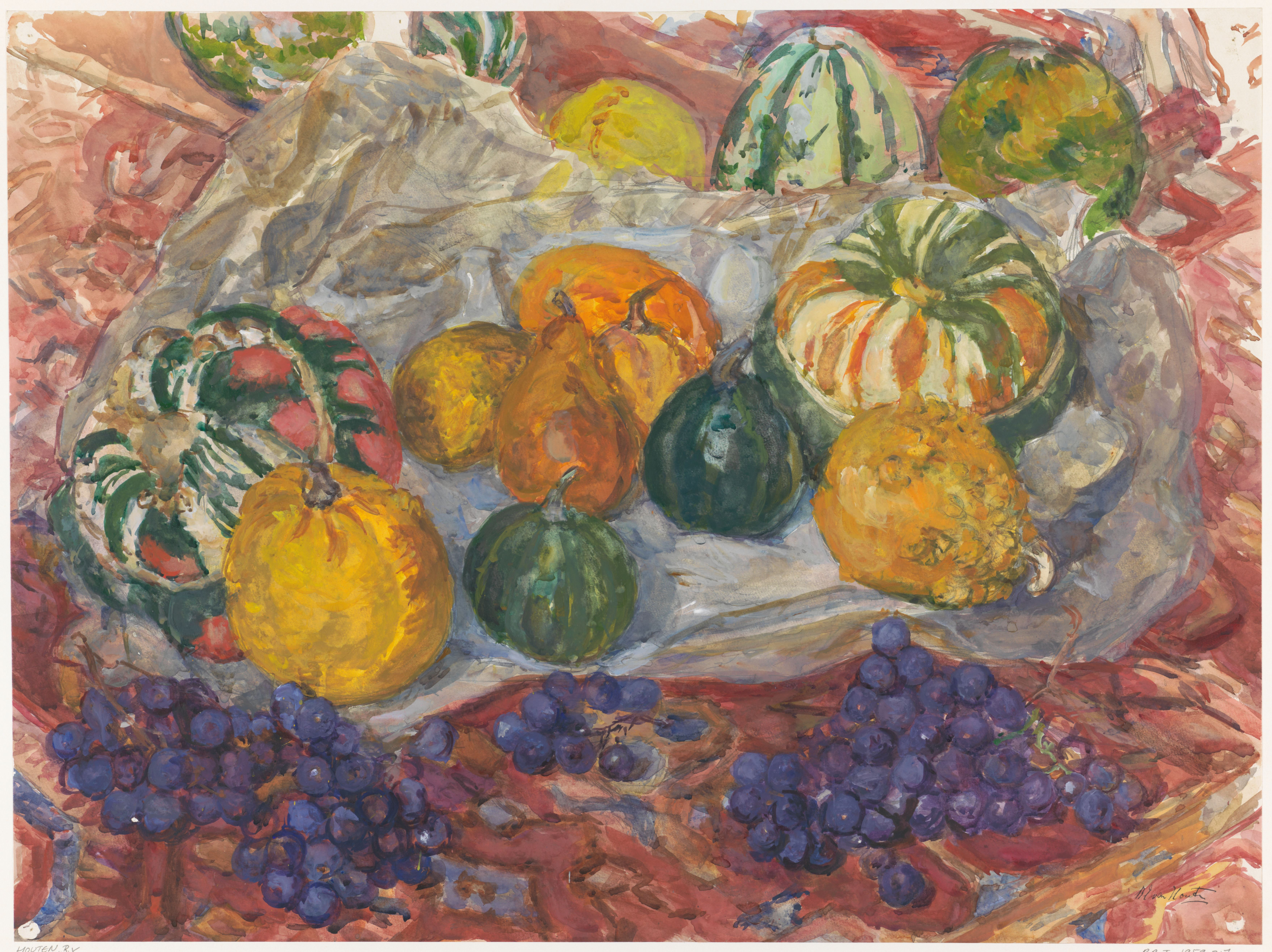
Stilleven van pompoenen en druiven op een kleed, waterverf